# Invasão de Goa
Anexação de Goa foi o processo no qual a União Indiana anexou os antigos territórios do Estado Português da Índia de Goa, Damão e Diu, começando com uma intervenção militar realizada pelas Forças Armadas da Índia em dezembro de 1961. Na Índia, esta ação é referida como a "Libertação de Goa". Em Portugal e em outros lugares, é referida como a "Invasão de Goa". Após o fim do domínio português em 1961, Goa foi colocada sob administração militar chefiada por Kunhiraman Palat Candeth. Em 8 de junho de 1962, o governo militar foi substituído pelo governo civil quando o governador indicou um Conselho Consultivo informal de 29 membros nomeados para auxiliá-lo na administração do território.
A "ação armada" foi chamada de Operação Vijay (que significa "Vitória") pelas Forças Armadas da Índia e envolveu ataques aéreos, marítimos e terrestres por mais de 36 horas. O conflito durou três dias, e vinte e dois indianos e trinta portugueses foram mortos nos combates. Na Índia, a ação foi vista como uma libertação do território historicamente indiano, enquanto Portugal a considerou como uma agressão contra o solo nacional e seus cidadãos. A intervenção representou uma vitória decisiva para a Índia e acabou com o domínio português de mais de 451 anos em Goa, Damão, Diu, Gogolá, Simbor e na ilha de Anjediva.